# Ana Miranda
Ana Miranda Paz (ur. 2 maja 1971 w Cuntis) – hiszpańska i galisyjska polityk oraz prawniczka, deputowana do Parlamentu Europejskiego VII, VIII, IX i X kadencji.

## Życiorys
Studiowała prawo na uniwersytetach w Santiago de Compostela i Pasawie, specjalizowała się w prawie międzynarodowym i wspólnotowym na Uniwersytecie Katolickim w Leuven. Zaangażowała się w działalność Galisyjskiego Bloku Nacjonalistycznego, wchodząc w skład władz krajowych tej partii. Została stałym przedstawicielem tej partii w Brukseli, była asystentką eurodeputowanych Camila Nogueiry i Josu Ortuondo. Jest autorką publikacji poświęconych diasporom Galisyjczyków oraz prawu międzynarodowemu i wspólnotowemu. W 2007 została wiceprzewodniczącą Wolnego Sojuszu Europejskiego.
W wyborach do Parlamentu Europejskiego w 2009 startowała z drugiego miejsca na liście koalicji ugrupowań regionalnych Europa de los Pueblos – Los Verdes. Mandat eurodeputowanej objęła w styczniu 2012, zastępując Oriola Junquerasa, który ustąpił zgodnie z wcześniejszymi ustaleniami. W PE przystąpiła do grupy zielonych i regionalistów. Odeszła z PE w lipcu 2013. W wyborach w 2014 kandydowała z ramienia koalicji Los Pueblos Deciden. W Europarlamencie VIII kadencji zasiadała od lutego 2018 do końca kadencji w lipcu 2019. Również w 2019 ubiegała się o wybór z listy sojuszu ugrupowań regionalnych i separatystycznych (pod nazwą Ahora Repúblicas). Europosłanką IX kadencji została we wrześniu 2022. Mandat deputowanej utrzymała następnie w wyniku wyborów w 2024.